# Персијска башта
Персијска башта (персијски језик: باغ ایرانی, pairi-daeza, тј. "затворен простор") је традиционално обликовање баште које потиче из средишњег Ирана (Покрајина Фарс), а које је снажно утицало на дизајн башта од Андалузије до Индије, па и шире. Због тога је девет персијских башти, у девет различитих иранских покрајина, 2011. године уписано на УНЕСКО-в Списак места Светске баштине у Азији и Аустралазији.
Девет заштићених персијских башти су: Абас Абад, Ерам, Шахзаде, Акбарије, Пахлаванпур, Долат Абад, Чехел Сотун, Фин и Голестан. Оне су пример разноликости дизајна персијске баште који су се прилагодили различитим климатским условима задржавајући начела која имају своје корене у доба Кира Великог, у 6. веку п. н. е. Персијска башта је увек подељена у четири дела с водом, где важну улогу играју систем за наводњавање (канат и базени) и украси. Персијска башта је била концепирана да симболизује рај и четири елемента Зороастризма: небо, земљу, воду и биљке. Ове баште, које датирају из различитих раздобља од 6. века п. н. е., такође имају зграде, павиљоне и зидове, као и софистициране системе за наводњавање. Као такве, оне су утицале на уметност баштенског дизајна од Индије до исламске Шпаније.
- Шаздех башта, Махан
- Башта Голестанског дворца, Техеран
- Башта Фин, Кашан
- Башта куће Гавам, Шираз
- Башта Ерам, Шираз